# استیو کلوویز
استیو کلوویز (انگلیسی: Steve Kloves؛ زادهٔ ۱۸ مارس ۱۹۶۰) فیلم‌نامه‌نویس و کارگردان اهل آمریکا است. وی از سال ۱۹۸۴ میلادی تاکنون مشغول فعالیت بوده‌است.

## سینما
| نام                                  | سمت                 | کارگردان   | سال  |
| ------------------------------------ | ------------------- | ---------- | ---- |
| جانوران شگفت‌انگیز و زیستگاه آن‌ها     | تهیه‌کننده           | دیوید ییتس | ۲۰۱۶ |
| جانوران شگفت‌انگیز: جنایات گریندل‌والد | تهیه‌کننده           | دیوید ییتس | ۲۰۱۸ |
| جانوران شگفت‌انگیز: اسرار دامبلدور    | نویسنده و تهیه‌کننده | دیوید ییتس | ۲۰۲۲ |